# 大坂屋久左衛門
大坂屋 久左衛門（おおざかや きゅうざえもん）　大坂屋は慶長元年（1596年）頃から幕末の慶応4年（1867年）にかけて存在した銅商の屋号であり、久左衛門は当主が代々使用した名前(名跡)である。

## 概要
大坂屋は本店を大坂に、支店を江戸、長崎、敦賀などに置き、阿仁鉱山を始め出羽国、陸奥国や下野国、丹波国、但馬国、播磨国、備中国、備後国、伊予国など日本各地の鉱山開発・採掘から精錬、両替、廻船から貿易まで手がけた。当時南蛮吹きといわれた灰吹法を用いた銀の吹き分けなど精錬の重要工程は大阪本店で行っていた。
大坂屋本店は大坂島之内の北西端、炭屋町（現在の大阪市中央区西心斎橋一丁目）に位置し、西横堀川に面した水運に適した立地であった。なお、島之内の南西端の久左衛門町の町名は、大坂屋久左衛門ではなく播磨屋久左衛門に由来する。
延宝6年（1678年）大坂屋に銅貿易株が認可され（十六人株仲間）、幕府御用銅吹商のうち住友家(泉屋)に次ぐ地位にあった。泉屋は島之内の北東端、長堀茂左衛門町（現在の大阪市中央区島之内一丁目）に位置し、東横堀川に面した水運に適した立地であった。なお、大坂銅吹屋は泉屋、大坂屋、平野屋（ひらのや）、大塚屋（おおつかや）など大坂所在の銅商の総称である。
17世紀後半には日本の銅生産は世界の１位を争うほどであったが、18世紀半ばから鉱山資源の老化が目立ち始め、坑道は長く深くなり、排水や運搬に多くのコストがかかるようになった。いっぽう西洋に目を向けると産業革命が勃興し、コークス製鉄法、蒸気機関などが実用化して化学、冶金学も長足の進歩をとげた。当時の日本の鉱山業では労働力の大量投入の道を選び、新技術は一部の知識人の実験どまりで、工業的規模での実用化は無く、19世紀になると住友など他の銅商も多額の赤字を計上し体力を失っていった。そして大政奉還と共に多くの鉱山や銅蔵が新政府によって接収され、大坂屋も廃業を余儀なくされた。

## 歴代当主
| * 初代 | 大坂屋久左衛門     | (1576年 - 1668年) | 当主在任 | 1596年 - 1661年 |
| * 二代 | 大坂屋久左衛門     | (1641年 - 1707年) | 当主在任 | 1661年 - 1682年 |
| * 三代 | 大坂屋久左衛門清浚 | (1666年 - 1715年) | 当主在任 | 1682年 - 1715年 |
| * 四代 | 大坂屋甚之烝清胤   | (1697年 - 1723年) | 当主在任 | 1715年 - 1723年 |
| * 五代 | 大坂屋吉之助清達   | (1719年 - 1724年) | 当主在任 | 1723年 - 1724年 |
| * 六代 | 大坂屋久左衛門智清 | (1721年 - 1770年) | 当主在任 | 1724年 - 1770年 |
| * 七代 | 大坂屋久左衛門清冨 | (1719年 - 1724年) | 当主在任 | 1770年 - 1784年 |
| * 八代 | 大坂屋久左衛門鰹清 | (1774年 - 1850年) | 当主在任 | 1784年 - 1833年 |
| * 九代 | 大坂屋駒太郎清憲   | (1816年 - 1867年) | 当主在任 | 1833年 - 1867年 |

| * 官浪辰夫は大坂屋久左衛門家の十四代当主にあたり、多くの古文書を所蔵している。 |